# آرپینه داوویان
آرپینه داوویان (ارمنی: Արփինե Հրահատի Դավոյան؛ انگلیسی: Arpine Davoyan؛ زادهٔ ۲۸ اوت ۱۹۸۵) روان‌شناس، سیاستمدار اهل ارمنستان است که از تاریخ ۲۰۱۹ تا تاریخ ۲۰۲۱ نمایندگی دوره هفتم مجلس ملی جمهوری ارمنستان را برعهده داشت.

## زندگی‌نامه
وی در ۲۸ اوت ۱۹۸۵ در استپاناوان به دنیا آمد و از دانشگاه دولتی وانادزور فارغ‌التحصیل گشت. 